# Dmytro Mejensky
Dmytro Mejensky (en ukrainien : Дмитро Меженський), né le 18 octobre 1990 à Louhansk, est un plongeur de haut vol ukrainien.

## Palmarès

### Championnats d'Europe
- Championnats d'Europe de plongeon 2013 à Rostock :
  -  Médaille de bronze du plongeon synchronisé à 10 m (avec Oleksandr Horshkovozov).